# Шкала ком Глазго
Шкала ком Глазго (ШКГ, оцінка важкості коми за шкалою Глазго, англ. The Glascow Coma Scale, GCS) — шкала для оцінки порушення свідомості та коми у дітей старших 4-х років і дорослих. Шкала була опублікована в 1974 році Грехемом Тіздейлом і Браяном Дж. Дженнеттом, професорами нейрохірургії Інституту неврологічних наук університету Глазго.
Первинно шкала використовувалась для визначення рівня свідомості при черепно-мозковій травмі. Проте за рахунок її простоти зараз вона застосовується для різних категорій пацієнтів.
За шкалою стан оцінюється за сумою балів на основі трьох параметрів: відкривання очей (E — від 1 до 4), мовна реакція (V — від 1 до 5) та рухова реакція (M — від 1 до 6). Таким чином, мінімальна кількість балів — 3 (кома ІІІ ступеня), максимальна — 15 (ясна свідомість).

## Шкала ком Глазго для дорослих
| Параметр                             | Варіанти                                 | Бали |
| ------------------------------------ | ---------------------------------------- | ---- |
| Розплющування очей (E, Eye response) | Довільне                                 | 4    |
| Розплющування очей (E, Eye response) | На звернену мову                         | 3    |
| Розплющування очей (E, Eye response) | На больові подразники                    | 2    |
| Розплющування очей (E, Eye response) | Відсутнє                                 | 1    |
| Мовна реакція (V, Verbal response)   | Орієнтованість повна                     | 5    |
| Мовна реакція (V, Verbal response)   | Сплутана                                 | 4    |
| Мовна реакція (V, Verbal response)   | Незрозумілі слова                        | 3    |
| Мовна реакція (V, Verbal response)   | Нечленороздільні звуки                   | 2    |
| Мовна реакція (V, Verbal response)   | Відсутня                                 | 1    |
| Рухова реакція (M, Motor response)   | Виконує команди                          | 6    |
| Рухова реакція (M, Motor response)   | Цілеспрямована на больовий подразник     | 5    |
| Рухова реакція (M, Motor response)   | Нецілеспрямована на больовий подразник   | 4    |
| Рухова реакція (M, Motor response)   | Тонічне згинання на больовий подразник   | 3    |
| Рухова реакція (M, Motor response)   | Тонічне розгинання на больовий подразник | 2    |
| Рухова реакція (M, Motor response)   | Відсутня                                 | 1    |

## Інтерпретація отриманих результатів
Таким чином, у шкалі Глазго клінічні ознаки диференційовані за ступенем їх вираженості, що відображено у балах. Для отримання інформації про ступінь зміни свідомості бали додаються. Що більша сума балів, то менший ступінь пригнічення функції мозку, і навпаки — що менша ця сума, тим глибший коматозний стан.
| Рівні свідомості    | ШКГ (у балах) |
| ------------------- | ------------- |
| Ясна свідомість     | 15            |
| Помірне приглушення | 13-14         |
| Глибоке приглушення | 11-12         |
| Сопор               | 9-10          |
| Кома І ст.          | 7-8           |
| Кома ІІ ст.         | 5-6           |
| Кома ІІІ ст.        | 3-4           |

ЧМТ вважається легкою при сумі в 13-15 балів, середньої тяжкості при сумі балів в 9-12 балів та тяжкою — 3-8 балів.
Оцінку за шкалою Глазго прийнято записувати у такому вигляді: «ШКГ 9 = О2 М4 Р3 в 07:35»( або GCS 9 = E2 V4 M3 в 07:35).
Проте питання про те, дані ШКГ за який момент часу будуть найкращим прогностичним критерієм, є дискусійним. Найчастіше звертають увагу на оцінку при поступленні в стаціонар, після первинних заходів ресусцитації та після 6 чи 24 годин перебування.
Наприклад, частина пацієнтів з оцінкою по ШКГ 3 бали при госпіталізації можуть мати кращі шанси на одужання, ніж з 4 чи 5 балами. Це відбувається за рахунок впливу на кількість балів пригнічення свідомості алкоголем чи наркотичними засобами.

## Використання
Шкалу застосовують як самостійно, так як частину інших шкал, наприклад APACHE II.
Для використання у випадках, коли деталізація не потрібна, або людина, що проводить оцінку немає достатніх навичок, було розроблено спрощений варіант шкали ком Глазго: шкалу AVPU.

### Приклади використання:
Пацієнт, який отримав черепно-мозкову травму, доставлений у відділення невідкладної допомоги. Медсестра проводить оцінку GCS і отримує 7 балів (E2, V2, M3). Це свідчить про важку черепно-мозкову травму і вимагає негайного медичного втручання.